# Chōkōsai Eishō
Pour les articles homonymes, voir Eishō.
Chōkōsai Eishō (鳥高斎 栄昌), ou Eishō (栄昌) comme il est plus généralement connu (actif entre 1790 et 1799), est un artiste japonais ukiyo-e.
Élève de Eishi, il s'inscrit dans la lignée stylistique de celui-ci, mais également dans celle de Utamaro, par son recours fréquent aux okubi-e, qui peuvent également faire appel à des fonds micacés qui en accroissent encore l'impact.
Richard Lane a souligné également, outre la parenté avec Utamaro, une certaine proximité de Eisho avec Kiyonaga, par un style plus « robuste », moins gracile que celui de Eishi.
Ses œuvres rappellent celles de Eisui et de Eiri, autres élèves de Eishi.
Parmi ses œuvres, on compte la série d'estampes ukiyo-e nommée kakuchū bijin kurabe.